# گرانیل پیروفسفات
گرانیل پیروفسفات (به انگلیسی: Geranyl pyrophosphate) با فرمول شیمیایی C۱۰H۲۰O۷P۲ یک ترکیب شیمیایی با شناسه پاب‌کم ۴۴۵۹۹۵ است. که جرم مولی آن ۳۱۴٫۲۰۹ g/mol می‌باشد. 